# Sauveur-François Morand
Pour les articles homonymes, voir Morand.
Sauveur-François Morand (2 avril 1697 à Paris – 21 juillet 1773 à Paris) est un chirurgien français, collaborateur de l'Encyclopédie.

## Biographie
Son arrière-grand-père et son grand-père étaient chirurgiens. Son père, Jean Morand, né dans le Limousin en 1658 et mort en 1726, avait été, pendant près de trente ans, chirurgien-major à l’hôtel des Invalides et avait, le premier, essayé d’amputer le bras dans son articulation avec l’omoplate.
Sauveur-François Morand étudia au collège Mazarin. Durant le Grand hiver de 1709, les classes étant fermées, il se rendait quand même au collège consulter son professeur. Il commença à étudier la chirurgie à treize ans. Il fit sous la direction de son père de tels progrès dans la chirurgie qu’il devint, dès l’âge de quinze ans, aide à l’hôtel des Invalides, où il fut admis comme chirurgien en 1724.
Membre de l’Académie des sciences depuis 1722, démonstrateur des opérations de chirurgie en 1725, censeur royal et chirurgien en chef de l’hôpital de la Charité (1730), chirurgien-major des Gardes-françaises (1739) et chirurgien en chef de l’hôtel des Invalides, Morand acquit, par le talent dont il fit preuve dans ces diverses fonctions, une grande réputation, qui s'effaça à la fin de sa vie.
À sa science d’anatomiste il joignait une grande facilité d’élocution, et ses cours étaient suivis par un grand nombre d’élèves. En 1729, il fait un voyage en Angleterre pour apprendre de Cheselden (à St Thomas' Hospital) à tailler la pierre (lithiase) par l’appareil latéral. C'est lui en 1759 qui présente à l'Académie des sciences les modèles anatomiques en cire de Marie Catherine Biheron. Il était en relation avec les principaux savants du temps, Hans Sloane, Jean-Baptiste Morgagni, Albrecht von Haller, et d'autres. Membre de l'Académie royale des sciences (1725), membre fondateur de l'Académie royale de chirurgie, il faisait partie de la Royal Society et des sociétés savantes de Saint-Pétersbourg, Académie des sciences de l'institut de Bologne, Stockholm, Florence, Cortone, Harlem et Porto,. Il était membre de l'ordre de Saint-Michel.
Aimable, gai, obligeant, Morand fut notamment le protecteur de Raphaël Bienvenu Sabatier, qui devint son gendre.
Il avait épousé Marie-Clémence Guérin en mai 1722, fille de Martin Guérin, chirurgien-major du régiment des Gardes françaises, parente de Georges Mareschal, premier chirurgien du roi. Il est le père de Jean François Clément Morand, médecin,. Sa nièce, Louise Françoise Morand, épouse en 1757 le médecin Raphaël Bienvenu Sabatier.
Il est mort le 21 juillet 1773 et a été enterré aux Invalides.

## Publications

### Ouvrages
- Traité de la taille au haut appareil avec une lettre de M. Winslow sur la même matière[16], Paris, 1728, in-8° ;
  - A dissertation on the high operation for the stone, trad. John Douglas, Londres, E. Symon, 1729[17] ;
- Éloge historique de M. Mareschal, chirurgien du roi de France, Paris, 1737, in-4° — Charles Georges Mareschal de Bièvre (mort en 1736) avait été notamment le chirurgien et le confident de Louis XIV ;
- Réfutation d‘un passage du Traité des opérations de chirurgie[18], 1739 ;
- Discours pour prouver qu’il est nécessaire à un chirurgien d’être lettré, Paris, 1743 ;
- Recueil d’expériences et d’observations sur la pierre, Paris, 1743, 4 vol. ;
- Catalogue de pièces d'anatomie, instruments, machines qui composent l'Arsenal de chirurgie à Pétersbourg, Paris, 1759[19] ;
- Opuscules de chirurgie, Paris, Guillaume Desprez, 1768-1772, in-4° — Illustrations de Charles-Nicolas Cochin, gravures d'Augustin de Saint-Aubin[20] : partie 1, 1768 ; partie 2, 1772 ;
  - (de) Vermischte chirurgische Schriften, préface et traduction de D. Ernst Platner, Leipzig, Hilscher, 1776.

### Articles et lettres publiques
Morand est l'auteur de nombreux mémoires insérés dans les recueils de l’Académie des sciences et de l’Académie de chirurgie. Il a collaboré aux volumes I, IV, V de l’Encyclopédie de Diderot et D’Alembert.
- « Dorade ou daurade, ou herbe dorée », dans l’Encyclopédie, 1re  éd.
- « Sur l'opération latérale de la taille [1731] », dans Collection académique : composée des mémoires, actes ou journaux des plus célèbres académies et sociétés littéraires étrangères…, t. 7, Paris-Liège, 1784, p. 151Les méthodes de William Cheselden, Johannes Jacobus Rau (de) (1668-1719) et Jacques de Beaulieu (« Frère Jacques ») (1651-1704).
- Mémoires dans Histoire de l'Académie royale des sciences ... avec les mémoires de mathématique & de physique :
  - De l'année 1740 : « Examen des remèdes de Mlle Stephens pour la pierre », p. 177
  - De l'année 1741 : « Sur des pierres de fiel singulières », p. 261-264
  - De l'année 1750 : « Description d'un hermaphrodite, que l'on voyait à Paris en 1749 », p. 109 — Avec trois pages de figures
- Lettre de M. Morand à M. D. L. R. en réponse à celle de M. F. J., chirurgien de Soissons, sur la taille, 1732, 8 p.[21]

### Édition
- Jean Devaux, L'art de faire des rapports en chirurgie, plusieurs éditions augmentées par Morand dans les années 1740« Cette nouvelle édition a l'avantage sur les deux précédentes, de renfermer des additions et corrections faites par M. Morand. »

## Éponymie
- Sauveur-François Morand a laissé son nom à une structure anatomique du cerveau, un renflement situé à la face médiale de la corne occipitale du ventricule latéral appelé « ergot de Morand » ou calcar avis[22].